# 東洋町 (半田市)
東洋町（とうようちょう）は、愛知県半田市にある地名。現行行政地名は東洋町一丁目から東洋町三丁目。

## 地理
半田市の中央部に位置し、東と南東に瑞穂町、北西に東雲町、西に源平町と新栄町、南西に幸町、北に上浜町と接している。

## 世帯数と人口
2019年（令和元年）7月31日現在の世帯数と人口は以下の通りである。
| 丁目         | 世帯数  | 人口  |
| ------------ | ------- | ----- |
| 東洋町一丁目 | 17世帯  | 45人  |
| 東洋町二丁目 | 201世帯 | 443人 |
| 東洋町三丁目 | 24世帯  | 47人  |
| 計           | 242世帯 | 535人 |

### 人口の変遷
国勢調査による人口の推移
| 1995年（平成7年）  | 846人 | [ 5 ] |  |
| 2000年（平成12年） | 822人 | [ 6 ] |  |
| 2005年（平成17年） | 741人 | [ 7 ] |  |
| 2010年（平成22年） | 667人 | [ 8 ] |  |
| 2015年（平成27年） | 521人 | [ 9 ] |  |

## 学区
市立小・中学校に通う場合、学区は以下の通りとなる。
| 丁目         | 番・番地等 | 小学校               | 中学校             |
| ------------ | ---------- | -------------------- | ------------------ |
| 東洋町一丁目 | 全域       | 半田市立さくら小学校 | 半田市立半田中学校 |
| 東洋町二丁目 | 全域       | 半田市立さくら小学校 | 半田市立半田中学校 |
| 東洋町三丁目 | 全域       | 半田市立さくら小学校 | 半田市立半田中学校 |

## 交通
- 愛知県道265号碧南半田常滑線

## 施設
- 半田市役所
- 半田郵便局
- 名古屋法務局 半田支局
- アイプラザ半田
- 半田市立さくら小学校
- 半田常滑看護専門学校

## その他

### 日本郵便
- 郵便番号 : 475-0817[3]（集配局：半田郵便局[11]）。